# Beffroi de Bruges
Le beffroi de Bruges (en néerlandais : Belfort van Brugge ou Halletoren) est une haute tour médiévale surmontant la Halle aux draps sur la Grand-Place de la ville de Bruges, dans la province de Flandre-Occidentale en Belgique. C'est un monument civil, construit en plusieurs étapes du XIIIe au XVe siècle, qui fut le symbole de l'indépendance communale de Bruges, importante cité commerçante au Moyen Âge. Il est classé au patrimoine mondial de l'UNESCO avec d'autres beffrois de Belgique et de France.
Le beffroi, d'une hauteur de 83 m, est légèrement incliné vers la gauche (d'1,19 m) depuis plus de quatre siècles. Il est visitable. Pour parvenir au sommet, il faut monter 366 marches. Le carillon comporte 47 cloches petites et grandes.
Georges Rodenbach en fait le thème central de son roman Le Carillonneur (1897).

## Étapes de la construction
À l'emplacement de l'actuel beffroi de Bruges se trouvait à l'origine une première construction surmontée d'une tour en bois érigée en 1240. La construction abritait les halles aux laines et aux draps et des entrepôts. La tour avait une fonction plus administrative et servait à l'époque aux magistrats de la ville. Elle comportait une salle de coffres ainsi que les archives de la ville.
Un incendie détruisit la tour en 1280, ce qui entraîna la destruction des archives d'avant 1280. Un hôtel de ville fut construit en un autre endroit (sur le « Burg ») où la plupart des fonctions administratives déménagèrent. La tour fut alors reconstruite au même emplacement, sur la halle au draps, à la fin du XIIIe siècle, avec les deux hauts soubassements quadrangulaires superposés en brique que l'on observe aujourd'hui, et la base des quatre tourelles aux angles avec flèches en pierre au sommet, qui rappellent celles du beffroi d'Ypres qui sont antérieures. La tour était alors surmontée par une flèche en charpente. C'est l'un des plus anciens exemples de l'architecture gothique en brique en Flandre.
Les halles de la ville se sont étendues au cours du XVe siècle et notamment entre 1482 et 1486. On abattit alors la flèche de bois pour construire à la place la saisissante partie supérieure de forme octogonale, en pierre blanche cette fois, puissante et élancée, surmontée d'une délicate couronne ajourée, dans le nouveau style gothique brabançon. Et on remania les quatre anciennes tourelles d'angle pour en faire des pinacles reliés à l'octogone par des arcs boutants, surmontés de nouvelles flèches en pierre blanche. Cette adjonction, visible de très loin, assez sobre et élégante (moins ornée et moins ajourée que beaucoup d'autres constructions du gothique brabançon), augmenta de plus d'un tiers la hauteur de la partie en maçonnerie de la tour. Cette nouvelle partie octogonale était elle-même surmontée d'une flèche en bois (charpente couverte d'ardoises et ornée de lucarnes, clochetons, éventuel bulbe, hérissée d'épis et sculptures dorées, etc., comme pour de nombreux autres beffrois flamands) au sommet de laquelle figurait une statue de saint Michel. La tour était ainsi significativement plus haute qu'aujourd'hui et elle a été le plus haut beffroi médiéval de Flandre (il est aujourd'hui dépassé par le beffroi de Gand entre autres).
En 1493 un incendie provoqué par la foudre détruisit à nouveau la flèche en bois, ainsi que les cloches de la ville. Lors de la réparation, on construisit une nouvelle flèche en bois, ornée de lions grimpants.
Une galerie fut ajoutée à l'arrière des halles au cours du XVIe siècle. La cour intérieure reçut également quelques galeries au premier étage.
En 1741 un incendie détruisit une nouvelle fois la flèche de la tour. Celle-ci fut réparée en 1753, mais sans la flèche. La tour reçut sa forme actuelle avec l'ajout d'une nouvelle couronne ajourée néogothique en 1822 au sommet pour remplacer l'ancienne endommagée, et par l’absence d'une nouvelle flèche.

## Fonction

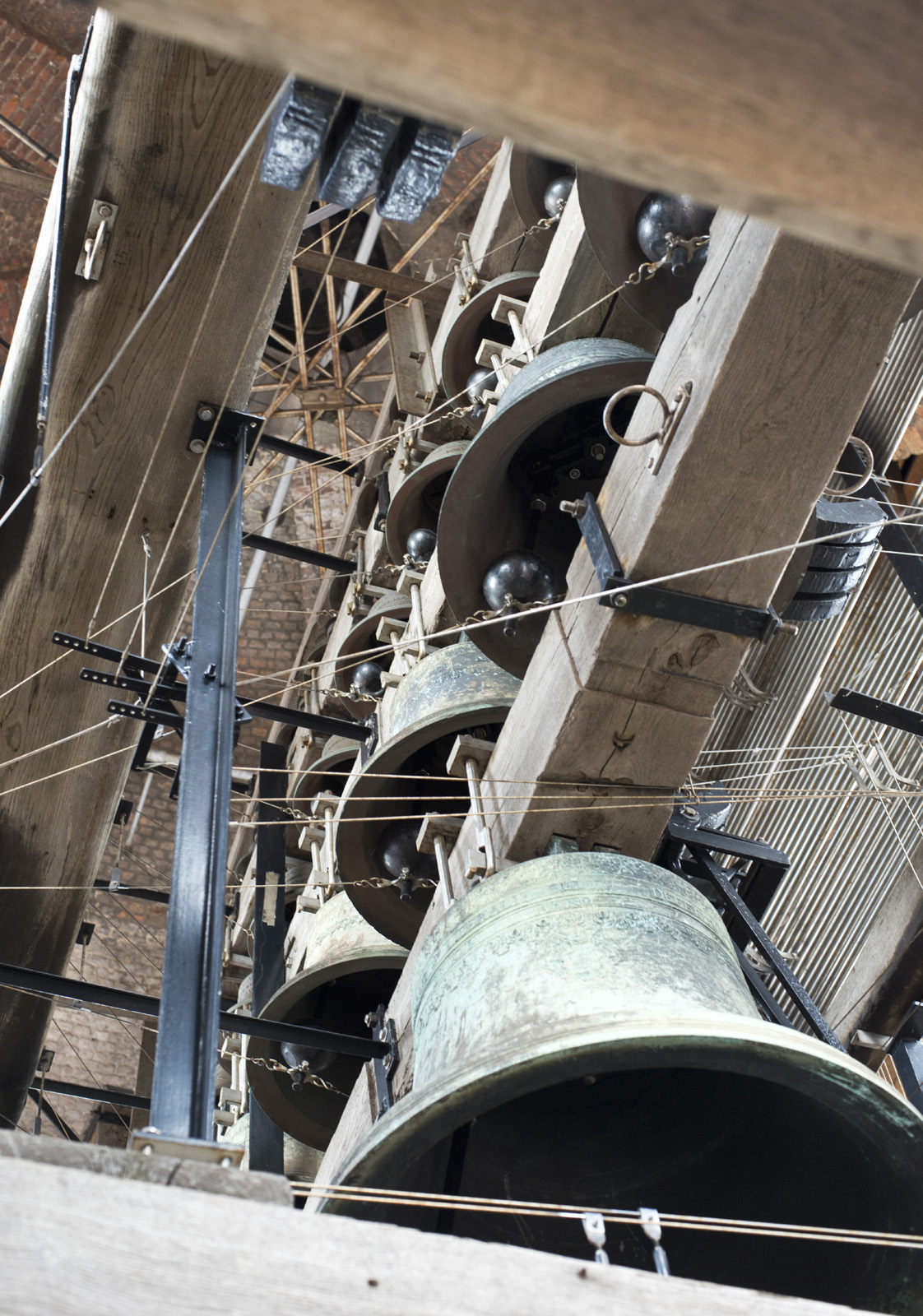
Le carillon du beffroi

Les halles se trouvant sous la tour avaient une fonction commerciale. Elles étaient composées de plusieurs salles où les artisans, avec l'aval de la ville, commercialisaient leurs produits. Au deuxième étage se trouvait une chambre forte (la salle du Trésor) et les archives de la ville. Les comptes annuels datant d'après 1281 sont tous conservés. Ils étaient rédigés en latin jusqu'en 1300, puis en langue populaire au-delà de cette date.
Les lois et règlements de la ville furent proclamés du haut du balcon situé au-dessus de la porte d'entrée devant le peuple invité au rassemblement par la cloche du beffroi et furent appelés « Hallegeboden » (en néerlandais : les bans des Halles).
En plus de porter l'horloge officielle et le carillon de la ville, la tour servait aussi de tour de garde pour déceler les incendies en ville.

### Carillon
Avant le XVIe siècle, les cloches étaient actionnées manuellement. Le fait de sonner les cloches avait une signification particulière, notamment :
- l'ouverture et la fermeture des portes de la ville ;
- une « cloche de travail » qui indiquait le début et la fin du temps de travail. Il était alors interdit de travailler avec une luminosité insuffisante ;
- une cloche qui annonçait quand il n'était plus permis d'être en rue sans torche ;
- des cloches festives (par exemple, pendant la procession du Saint-Sang à Bruges).

À partir de 1523 un tambour, actionné par une horloge, servit à automatiser certaines cloches (comme sonner les heures). Grâce à ce tambour, il fut également possible de jouer des partitions (profanes et religieuses). À partir de 1604 les autorités de la ville louèrent les services d'un carillonneur pour faire cela les dimanches, jours fériés et jours de marché.
En 1675 le carillon était composé de 35 cloches, conçues par l'Anversois Melchior de Haze. Après l'incendie de 1741 le carillon fut équipé de 47 cloches, fondues par Joris Dumery, pour un total de 27,5 tonnes. Elles sont encore utilisées actuellement.

## Galerie

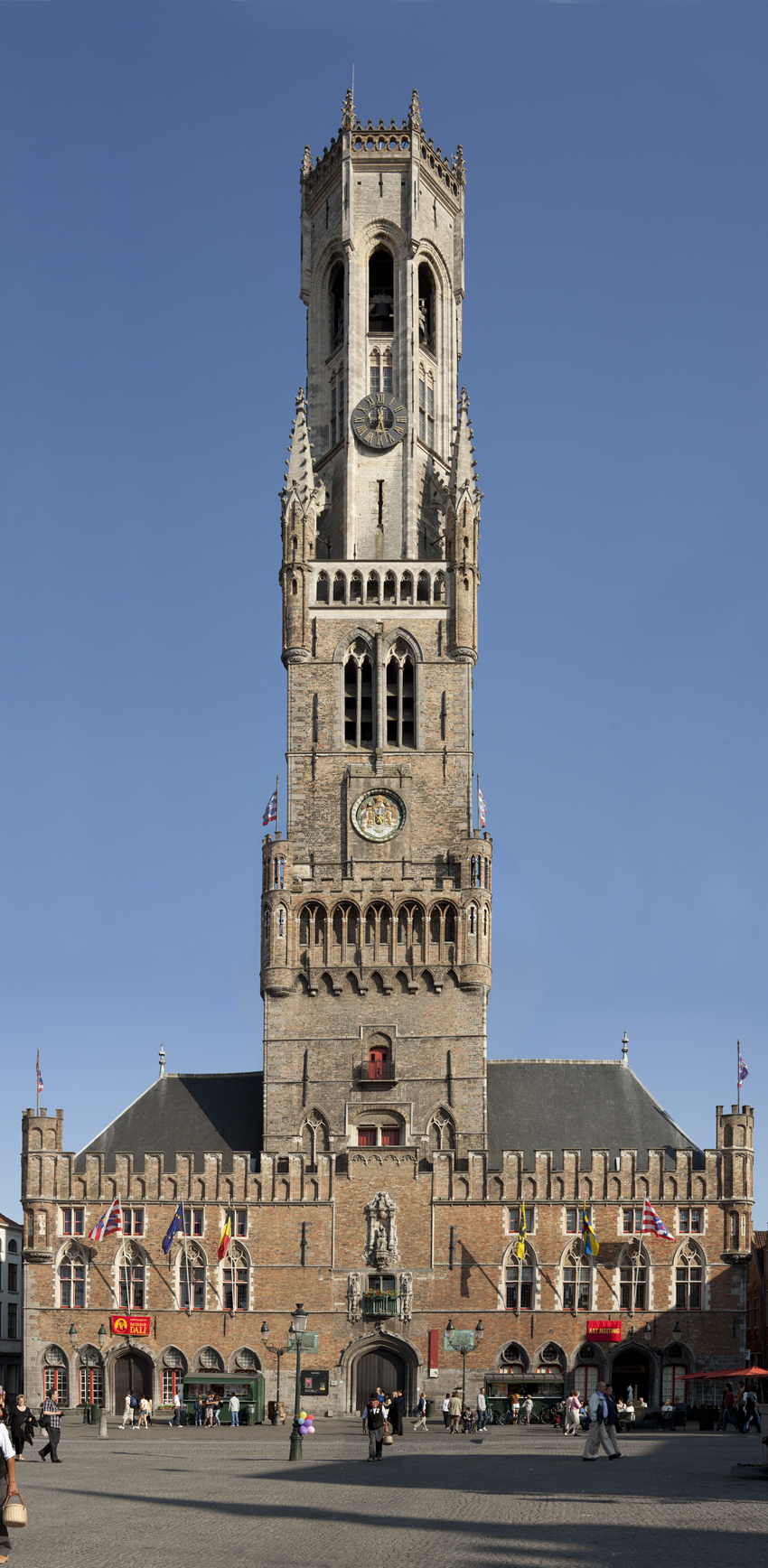
Vue de face éloignée.
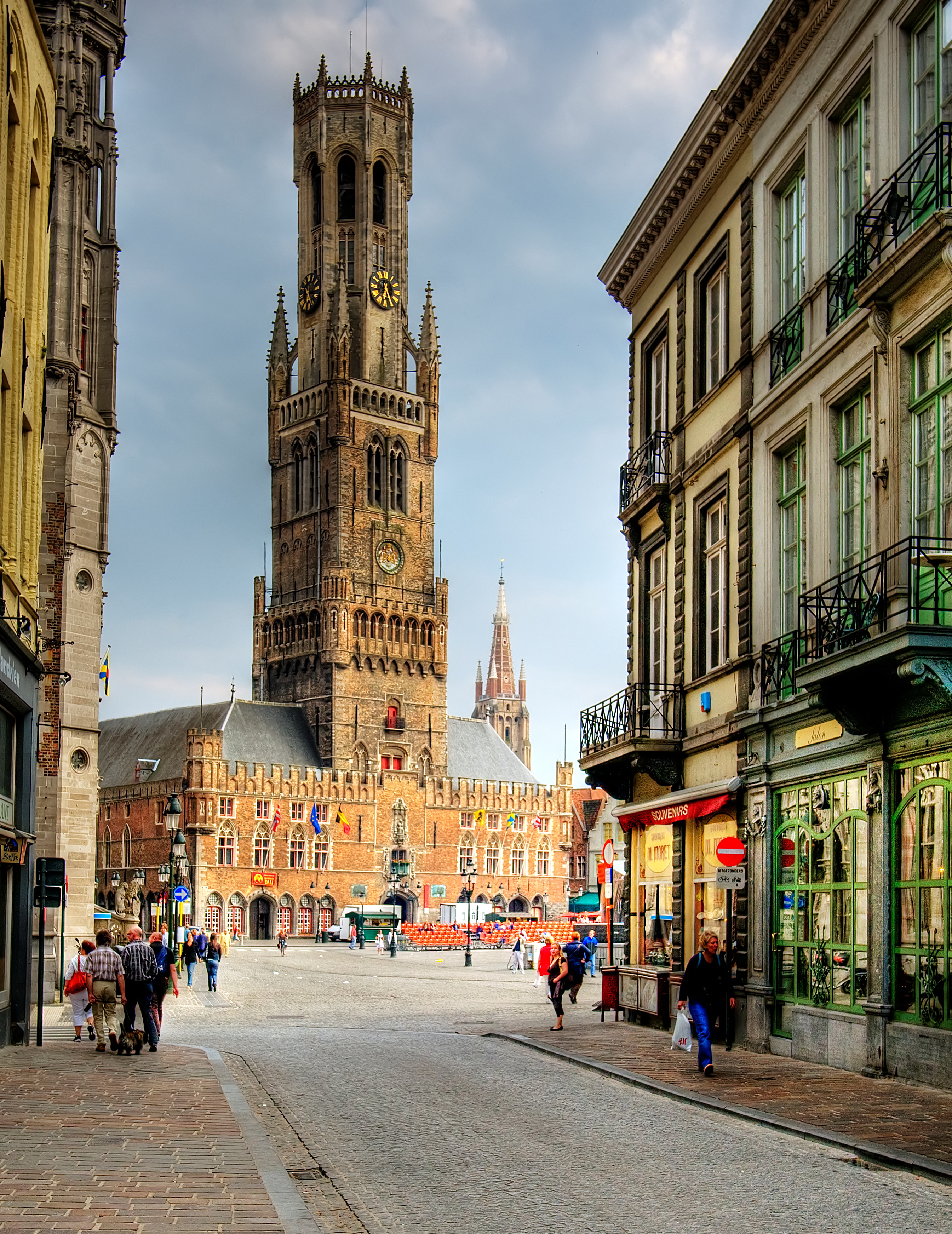
Vue de biais éloignée, avec en arrière-plan la flèche de l'église Notre-Dame.
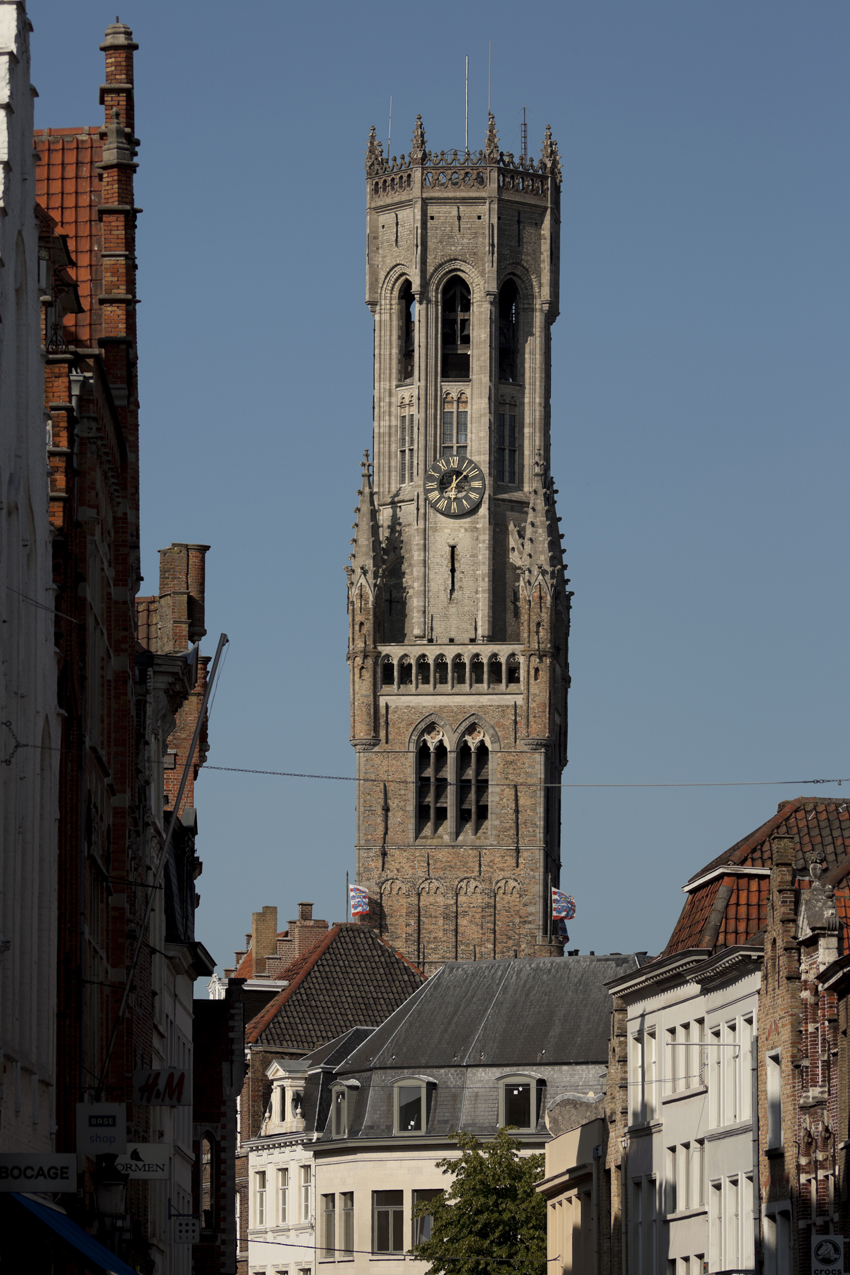
Le beffroi surgissant au détour d'une rue.
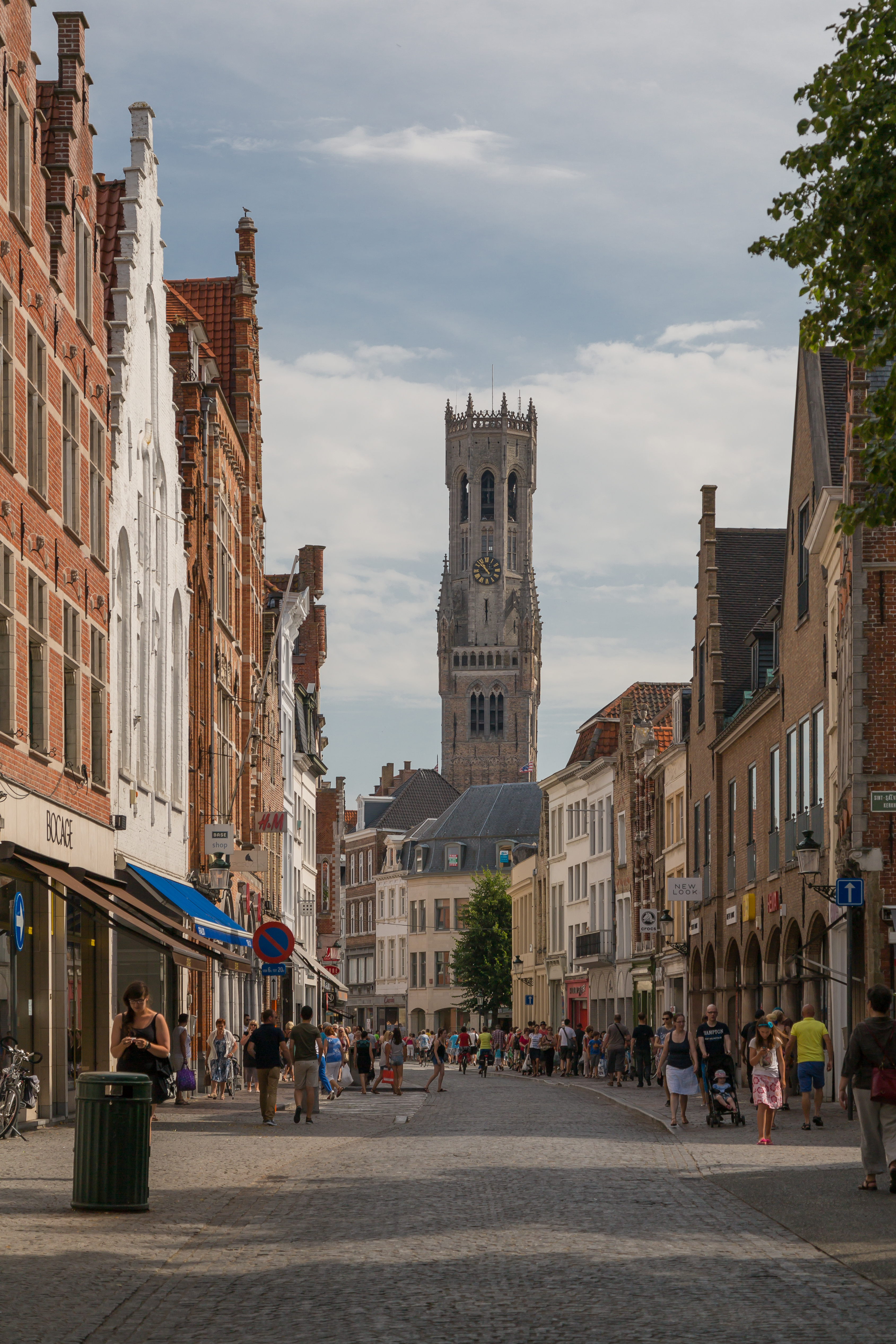
Vue de la Steenstraat avec le beffroi de Bruges en arrière-plan